# Carche
El Carche [ˈkaɾʧe] (kat. el Carxe [ˈkaɾʃə]) – obszar w północnej części wspólnoty autonomicznej Murcji przy granicy ze Wspólnotą Walencką, obejmujący część gmin Yecla (kat. Iecla), Jumilla (kat. Jumella) i Abanilla (kat. Favanella). Nazwa pochodzi od leżącego w nim masywu górskiego Sierra del Carche (kat. Serra del Carxe).
Cechą wyróżniającą Carche jest duży odsetek ludności katalońskojęzycznej (posługującej się dialektem walenckim). Z tego powodu zaliczany jest niekiedy do krajów katalońskich, a w każdym razie do terytoriów katalońskojęzycznych. Ludność katalońskojęzyczna nie jest autochtoniczna, są to osadnicy z XIX w. pochodzący z Walencji. Od średniowiecza większość ludności stanowili Moryskowie, wygnani przez Hiszpanów w XVII w., co doprowadziło do czasowego wyludnienia regionu.
Od połowy XX w., w następstwie kryzysu rolnictwa, obszar ponownie się wyludnia. W końcu XX w. zamieszkiwało go kilkaset osób.